# Tigri
Tigri é uma vila no distrito de South, no estado indiano de Deli.

## Demografia
Segundo o censo de 2001, Tigri tinha uma população de 44 895 habitantes. Os indivíduos do sexo masculino constituem 55% da população e os do sexo feminino 45%. Tigri tem uma taxa de literacia de 62%, superior à média nacional de 59,5%: a literacia no sexo masculino é de 70% e no sexo feminino é de 51%. Em Tigri, 17% da população está abaixo dos 6 anos de idade.